# Майськ (Крупський район)
Майськ (біл. вёска Майск) — село в складі Крупського району Мінської області, Білорусь. Село підпорядковане Крупській сільській раді, розташоване в східній частині області.